# Кенез Хека, Этелька
Этелька (Эта) Кенез Хека (венг. Kenéz Heka Etelka [ˈkɛneːz ˈhɛkɒˈɛtɛlkɒ]; 26 октября 1936, Gajić — 5 мая 2024) — венгерская певица, поэтесса, писательница. Автор более семидесяти книг.

## Биография
Родилась и проводила годы детства и молодости в бывшей Югославии. По окончании гимназии она училась петь, и пела в радио, выступала в театре. В 1966 году она заключила контракт с театром в Вене и переселилась туда. В те годы она пела в Вене, Западной Германии и Дании. Её мужем был оперный певец, Эрнэ Кенез. В 1998 году они переселись в Венгрию, и жили в родном городе мужа, Ходмезёвашархейе. И теперь, после смерти мужа она проводит там большую часть времени.
Умерла 5 мая 2024 года в возрасте 87 лет.